# Курило, Андрей Петрович
Андрей Петрович Курило (23 сентября 1950, Москва) — заместитель начальника главного управления информационной безопасности и защиты информации Банка России, участник разработки основополагающих законов и документов в сфере информационной безопасности, в том числе Доктрины информационной безопасности Российской Федерации, изобретатель, государственный советник Российской Федерации первого класса, председатель подкомитета № 1 Технического комитета № 122 «Стандарты финансовых операций» Росстандарта, член экспертного совета Комитета по безопасности Государственной думы Российской федерации, член-корреспондент международной Академии информатизации, кандидат технических наук, доцент.

## Биография
Родился 23 сентября 1950 года в семье полковника Главного штаба ПВО. Во время обучения в школе с 13-и лет занимался спортивной пулевой стрельбой, посещал городской клуб ДОСААФ. После окончания московской средней школы № 455 в 1967 году поступил в Киевское высшее инженерное радиотехническое училище войск ПВО им. маршала авиации А. И. Покрышкина. Проходил обучение на так называемом «втором факультете», специализацией которого было обнаружение воздушных целей и наведение на них истребительной авиации. Во время учёбы продолжал занятия пулевой стрельбой, стал чемпионом Вооружённых Сил среди молодёжи и получил звание мастера спорта СССР. После выпуска из училища занимался вопросами радиоэлектронной борьбы, радиоконтроля и анализом данных. В 1971 году увлёкся катанием на горных лыжах. В 1974 году женился в браке родились двое детей дочь и сын.
В 1986 году был переведён в центральный аппарат Государственной технической комиссии СССР, где работал в составе группы защиты автоматизированных систем управления и технических средств передачи информации, которую позднее возглавил, после чего был назначен руководить профильным отделом. В конце 1980-х при участии А. П. Курило были разработаны первые нормативные документы по защите от несанкционированного доступа. В 1990-е — были сформулированы базовые принципы лицензирования и сертификации деятельности по производству технических средств безопасности, в том числе для защиты информации. В это же время шло создание законодательной базы в данной области, так при его участии были разработаны федеральные законы по информатизации и защите информации, а также статьи нового Уголовного Кодекса Российской Федерации. В 1993 году А. П. Курило был прикомандирован к Совету безопасности Российской Федерации, в котором работал секретарём Межведомственной комиссии по информационной безопасности в течение трёх лет. В это время были в общих чертах сформулированы задачи и методологические подходы, использующиеся до настоящего времени. В 1996 году был переведён в аппарат представителя Президента России в Чеченскую республику, после чего руководителем администрации Президента России А. Б. Чубайсом откомандировал обратно в распоряжение Министерства обороны Российской Федерации. В начале 1997 года подал рапорт об увольнении из Министерства обороны и перешёл в Центральный банк России.
Под руководством А. П. Курило в главном управлении безопасности и защиты информации Банка России начались работы по формулировке целей и задач управления, структурной перестройке, а также формированию коллектива специалистов. По инициативе и под руководством А. П. Курило были разработаны и усовершенствованы стандарты информационной безопасности, адаптированные для кредитно-финансовых организаций, в том числе первый отраслевой стандарт СТО БР ИББС, было создано отраслевое сообщество ABISS.
В 2006 году был награждён почетным нагрудным знаком Ассоциации российских банков «За заслуги перед банковским сообществом».
30 сентября 2010 года в зале торжеств Банка России был проведён юбилейный вечер, посвященный 60-летию Андрея Петровича. В 2011 году был награждён общественным орденом 2-й степени Ассоциации российских банков «За заслуги перед банковским сообществом».
В 2013 году стал лауреатом отраслевой премии «Информационная безопасность банков России» в номинации «За выдающийся вклад в становление и поступательное развитие отрасли» и был представлен к присвоению почетного общественного звания Ассоциации российских банков «Заслуженный банкир».

## Публикации
- А. П. Курило, Н. Г. Милославская, М. Ю. Сенаторов, И. А. Толстой. Основы управления информационной безопасностью. — М.: Горячая линия — Телеком, 2013. — 244 с. — ISBN 978-5-9912-0271-8.